# Ивана Вулета
Ивана Вулета (на сръбски: Ивана Вулета) е сръбска състезателка по скок на дължина, световна шампионка от първенството в Будапеща през 2023 г. Двукратна европейска шампионка и двукратна световна шампионка в зала. До 2021 г. се състезава с моминското си име Шпанович.
През 2013 г. тя става първата сръбска лекоатлетка, печелила медал на Световно първенство по лека атлетика на открито. През 2018 г. става първата сръбска лекоатлетка, печелила златен медал на Световно първенство по лека атлетика на закрито. Тя е сръбският рекордьор по скок на дължина, както на открито, така и на закрито, и е националният рекордьор по 60 m петобой за жени на закрито. Тренира в АК Войводина в Нови Сад.

## Спортна кариера
Шпанович е родена в Зренянин в семейство спортисти – майка ѝ също е лекоатлетка. Започва да се занимава с лека атлетика на 7-годишна възраст, искайки да донесе повече медали и да бяга по-бързо от майка си.
Първото ѝ участие на международно състезание е през 2005 г., когато все още е на 14 години, на Световното първенство за юноши в Маракеш. Тогава не успява да се квалифицира за финала, след като се състезава в бягане на 100 м и скок на дължина.
Шпанович печели златни медали на Световното първенство по скок на дължина за младежи през 2008 г. и на Лятната универсиада през 2009 г. През 2008 г. е избрана за най-добър млад атлет на Сърбия. Печели сребърни медали на Световното първенство по лека атлетика за юноши през 2007 г. и на Европейското първенство по лека атлетика за юноши през 2009 г. и 2011 г.
Шпанович участва в квалификациите по скок на дължина за жени на Летните олимпийски игри през 2008 г. е сред финалистите на Летните олимпийски игри през 2012 г.
През 2013 г. тя започва в Европейското първенство на закрито, на което завършва на пето място. На Световното първенство на открито през същата година печели бронзов медал, поставяйки нов национален рекорд от 6,82 m. Олимпийският комитет на Сърбия впоследствие я обявява за най-добра жена атлет за годината.
През 2014 г. печели бронзов медал на Световното първенство на закрито, както и сребърни медали на Европейското първенство на открито и на Континенталната купа в Маракеш. Подобрява си личния рекорд на открито до 6,88 m на Диамантената лига в Юджийн, САЩ. Там тя завършва на второ място в скока на дължина.
През 2015 г. печели първия си златен медал като старши спортист, ставайки Европейски шампион на закрито и поставяйки нов национален рекорд от 6,98 m. Печели и втори бронзов медал на Световното първенство на открито през същата година, подобрявайки националния си рекорд два пъти, както в квалификациите (6,91 m), така и на финала (7,01 m). На Диамантената лига през 2015 г. завършва на второ място в скоро на дължина. Олимпийският комитет на Сърбия е обявява отново за най-добра жена атлет на годината.
През 2016 г. Шпанович печели сребърен медал на Световното първенство на закрито, подобрявайки националния си рекорд дваж – 7,00 m (първи рунд) и 7,07 m (пети рунд). Тя води пред всичките си съпернички, но губи златния медал, тъй като американката Бритни Рийз постига невероятните 7,22 m във финалния рунд. Шпанович печели злато на Европейското първенство на открито същата година, скачайки 6,94 m, а след това печели и бронзов медал на Олимпийските игри със 7,08 m, което е и нов национален рекорд. Така тя печели медал за Сърбия по лека атлетика на олимпийски игри за пръв път от 60 години. Тя убедително печели Диамантената лига през 2016 г. в дисциплина скок на дължина. В края на този дълъг за нея сезон Ивана подобрява националния рекорд до 7,10 m по време на фенска среща в Белград през септември. Това представление е загрявка към Европейския шампионат на закрито през 2017 г., който се провежда в Белград.
През 2017 г. тя печели на Европейския шампионат на закрито в Белград, като в квалификационния етап постига изключителните 7,03 m. На финала успява да счупи националните си рекорди два пъти – 7,16 m (втори рунд) и 7,24 m (трети рунд). По този начин тя защитава златния си медал от 2015 г. Резултатът ѝ е вторият най-добър на Европейско първенство на закрито (след 7,30 m на Хайке Дрехслер през 1988 г.). По време на открития сезон тя претърпява травми, така че преди Световното първенство на открито тя се състезава само в два мача от Диамантената лига. Тя води през първата част на състезанието, но към финалния рунд вече е изпаднала на 4-то място. При последното си скачане Шпанович като че ли се приземява отвъд границата на 7,02 m на водещата Бритни Рийз, но е записана само с 6,91 m. Сръбският отбор възразява, но на повторението на забавен каданс се вижда, че сякаш извивката на пясъка близо до ръба се създава от веещия се номер на гърба ѝ. Така тя остава на четвърто място. След първенствата Шпанович печели Диамантената лига на дълъг скок за втори пореден път.
През 2018 г. тя постига първата си световна титла, спечелвайки Световното първенство на закрито в Бирмингам с 6,96 m. Бритни Рийз е на второ място. По този начин Шпанович става първият сръбски лекоатлет, печелил старша световна титла по лека атлетика. След като Шпанович печели златен медал на Средиземноморските игри в Тарагона, тя постига най-доброто си представяне в квалификациите на Европейските първенства по лека атлетика в Берлин. Уви, травма по време на квалификациите я принуждава да се оттегли преди финала и да защитава титлата си. Обаче, нейните 6,84 m в квалификациите са по-добри от представянето на Малайка Михамбо (6,75 m) за спечелване на златото. Травмата на Ахилесовото сухожилие на Шапнович не ѝ позволява да завърши сезона, включващ Диамантената лига, за чийто финал се квалифицира.
През 2019 г. Шпанович вече се е възстановила от лятото и печели златен медал на Европейското първенство на закрито в Глазгоу с 6,99 m. От 2013 г. насам Шпанович е спечелила 9 поредни големи първенства и е поставила 30 национални рекорда: 12 на открито и 18 на закрито.
На 26 септември 2021 – ва година тя се омъжва за дългогодишният си партньор – фитнес инструктура Марко Вулета, в ранчо край Белград.
През 2023 г. на световното първенство в Будапеща става шампионка в дългия скок, като постига свой личен рекорд – 7,14 m.

## Най-добри постижения

### На открито
| Дисциплина      | Представяне | Дата              | Място                     |
| --------------- | ----------- | ----------------- | ------------------------- |
| 100 m           | 11,90       | 14 юни 2014 г.    | Сремска Митровица, Сърбия |
| Скок на дължина | 7,14 m      | 20 август 2023 г. | Будапеща, Унгария         |
| Троен скок      | 13,78 m     | 14 юни 2014 г.    | Белград, Сърбия           |

### На закрито
| Дисциплина      | Представяне | Дата              | Място            |
| --------------- | ----------- | ----------------- | ---------------- |
| 60 m            | 7,31        | 31 януари 2015 г. | Нови Сад, Сърбия |
| Скок на дължина | 7,24 m      | 5 март 2017 г.    | Белград, Сърбия  |
| Петобой         | 4240 т.     | 19 януари 2013 г. | Нови Сад, Сърбия |